# Ryan Eriquezzo
Ryan Eriquezzo (* September 1984) ist ein professioneller US-amerikanischer Pokerspieler. Er ist dreifacher Braceletgewinner der World Series of Poker.

## Pokerkarriere

### Werdegang
Eriquezzo stammt aus Danbury im US-Bundesstaat Connecticut. Seine erste Geldplatzierung bei einem Live-Pokerturnier erzielte er Anfang November 2008 bei einem Turnier der Variante No Limit Hold’em in Mashantucket. Dort gewann der Amerikaner einen Monat später auch sein erstes Live-Turnier und sicherte sich aufgrund eines Deals mit drei anderen Spielern knapp 45.000 US-Dollar. Anfang Juli 2010 war er erstmals bei der World Series of Poker (WSOP) im Rio All-Suite Hotel and Casino in Paradise am Las Vegas Strip erfolgreich und belegte im Main Event den mit knapp 60.000 US-Dollar dotierten 131. Rang. Bei den Borgata Winter Open in Atlantic City entschied Eriquezzo Ende Januar 2011 ein Turnier mit einer Siegprämie von mehr als 75.000 US-Dollar für sich. Mitte März 2012 gewann er an gleicher Stelle das Main Event des WSOP-Circuits mit einem Hauptpreis von knapp 200.000 US-Dollar. Bei der WSOP 2012 siegte er bei der National Championship, wofür der Amerikaner neben seiner bislang höchsten Auszahlung von mehr als 415.000 US-Dollar sein erstes Bracelet erhielt. Mitte November 2013 wurde er beim Main Event der World Poker Tour in Jacksonville, Florida, Achter und sicherte sich über 30.000 US-Dollar. In Atlantic City gewann Eriquezzo Mitte März 2019 erneut das Main Event des WSOP-Circuits und erhielt rund 125.000 US-Dollar. Im August 2019 sicherte er sich bei der Global Casino Championship in Cherokee, North Carolina, sein zweites Bracelet und knapp 280.000 US-Dollar. Bei einem Mystery Bounty in Atlantic City wurde der Amerikaner zu Beginn des Jahres 2023 Dritter und mit über 130.000 US-Dollar prämiert. Bei der WSOP 2023 setzte er sich unter seinem Nickname GoFeltaFish2 beim online ausgespielten Ultra Deepstack durch und erhielt sein drittes Bracelet sowie die Siegprämie von knapp 150.000 US-Dollar.
Insgesamt hat sich Eriquezzo mit Poker bei Live-Turnieren knapp 2,5 Millionen US-Dollar erspielt.

### Braceletübersicht
Eriquezzo kam bei der WSOP 28-mal ins Geld und gewann drei Bracelets:
| Jahr | Buy-in (in $) | Turnier                     | Teilnehmer | Preisgeld (in $) |
| ---- | ------------- | --------------------------- | ---------- | ---------------- |
| 2012 | 10.000        | WSOP National Championship  | 0157       | 416.051          |
| 2019 | 10.000        | Global Casino Championship  | 0129       | 279.431          |
| 2023 | 00.400        | WSOP.com NL Ultra Deepstack | 1810       | 145.374          |